# Wang (fiume)
Il Wang (in thailandese: วัง) è un fiume del nord della Thailandia.

## Geografia
Il Wang, lungo 440 km, scorre in direzione sud. Attraversa in successione le città di Lampang e di Tak, dove confluisce nel Ping, uno dei due principali affluenti del Chao Phraya.

### Affluenti
Il Wang ha come affluenti il Mo, il Tui, il Chang (Nam Mae Chang) e il Soi.

### Bacino idrografico
Il bacino del Wang appartiene al grande bacino idrografico del Ping e del Chao Phraya. Assieme a quello dei suoi affluenti, il suo bacino si estende su una superficie di 10.792 km².